# Mob (jogos eletrônicos)
Um mob, mobile ou monstro é um NPC controlado pelo computador presente em jogos eletrônicos tais como um MMORPG ou um MUD. Dependendo do contexto, o termo pode ser aplicado a todos os NPCs, ou pode ser restrito a NPCs hostis e NPCs vulneráveis a ataques.

## Propósito dos mobs
Derrotar mobs pode ser um requisito para coletar pontos de experiência, dinheiro, itens, ou para completar quests. Combates entre jogadores e mobs chamam-se PvM. Os jogadores podem ter a iniciativa de caçar mobs, mas também há mobs agressivos que atacam jogadores próximos. Batalhas de Monstro versus Monstro (MvM) também ocorrem em alguns jogos.

## Origem e uso
O termo "mob" é uma abreviatura de "mobile", que era usada por Richard Bartle para designar objetos que se moviam por si só (em inglês "self-mobile") em MUD1. Seu uso difundido em MMORPGs deriva do uso nos MUDs.  (O código fonte em DikuMUD usa o termo "mob" para se referir a um NPC genérico; DikuMUD teve influência de peso no EverQuest.) O termo é na verdade uma abreviação em vez de um acrônimo, mas retro-acrônimos (frases que explicam o que podem significar as três letras, mas que nada contribuíram a sua real origem) para "MOB" tais como "Monstro Ou Besta" e "Mera Ordinária Besta" também foram cunhadas.
Em alguns jogos, "mob" é usado especificamente para se referir a NPCs monstruosos em geral, os quais o jogador deve caçar e matar normalmente, e não inclui NPCs que fornecem diálogo, quests, e itens, nem NPCs que não podem ser atacados. Mobs nomeados são distintos por terem nomes próprios em vez de receberem nomes genéricos ("um goblin", "um cidadão", etc). Mobs burros são aqueles incapazes de qualquer comportamento complexo senão atacar.